# Seznam členů sedmnáctého Knesetu
Tento článek je seznam členů 17. Knesetu, který byl zvolen 28. března 2006 a uveden do funkcí 4. května 2006.

## Rozdělení mandátů podle poslaneckých klubů
- Kadima: 29 mandátů (24.2 %)
- Strana práce - Mejmad: 19 mandátů (15.8 %)
- Šas: 12 mandátů (10.0 %)
- Likud: 12 mandátů (10.0 %)
- Jisra'el bejtenu: 11 mandátů (9.2 %)
- Národní jednota-Národní náboženská strana: 9 mandátů (7.5 %)
- Gil: 7 mandátů (5.8 %)
- Sjednocený judaismus Tóry: 6 mandátů (5.0 %)
- Merec-Jachad: 5 mandátů (4.2 %)
- Jednotná arabská kandidátka: 4 mandátů (3.3 %)
- Chadaš: 3 mandátů (2.5 %)
- Balad: 3 mandátů (2.5 %)

## Členové Knesetu
Modrá barva značí, že je strana součástí vládní koalice, zatímco červená barva značí, že je strana v opozici.
| Strana                                         | Jméno                | Funkce                                                                     |
| ---------------------------------------------- | -------------------- | -------------------------------------------------------------------------- |
| Kadima (29)                                    | Ehud Olmert          | Premiér                                                                    |
| Kadima (29)                                    | Cipi Livni           | Vicepremiér Ministryně zahraničních věcí                                   |
| Kadima (29)                                    | Me'ir Šítrit         | Ministr vnitra                                                             |
| Kadima (29)                                    | Avi Dichter          | Ministr vnitřní bezpečnosti                                                |
| Kadima (29)                                    | Marina Solodkin      |                                                                            |
| Kadima (29)                                    | Chajim Ramon         | Vicepremiér                                                                |
| Kadima (29)                                    | Šaul Mofaz           | Vicepremiér Ministr dopravy                                                |
| Kadima (29)                                    | Cachi Hanegbi        | předseda výboru pro zahraniční věci a bezpečnost                           |
| Kadima (29)                                    | Avraham Hirschson    |                                                                            |
| Kadima (29)                                    | Gideon Ezra          | Ministr životního prostředí                                                |
| Kadima (29)                                    | Roni Bar-On          | Ministr financí                                                            |
| Kadima (29)                                    | Dalia Icik           | Předsedkyně Knesetu                                                        |
| Kadima (29)                                    | Ze'ev Boim           | Ministr bydlení a výstavby                                                 |
| Kadima (29)                                    | Ja'akov Edri         | Ministr absorpce přistěhovalců Ministr pro rozvoj Negevu a Galileje        |
| Kadima (29)                                    | Ze'ev Elkin          |                                                                            |
| Kadima (29)                                    | Madžali Wahabi       | zastupující předseda Knesetu                                               |
| Kadima (29)                                    | Ruchama Avraham      | Ministryně bez portfeje odpovědná za vztahy s Knesetem                     |
| Kadima (29)                                    | Menachem Ben Sason   | Předseda právního výboru                                                   |
| Kadima (29)                                    | Eli Aflalo           |                                                                            |
| Kadima (29)                                    | David Tal            |                                                                            |
| Kadima (29)                                    | Ronit Tiroš          |                                                                            |
| Kadima (29)                                    | Otni'el Šneler       |                                                                            |
| Kadima (29)                                    | Micha'el Nudelman    | Předseda komise pro imigraci a absorpci z diaspory                         |
| Kadima (29)                                    | Amira Dotan          |                                                                            |
| Kadima (29)                                    | Joel Chason          |                                                                            |
| Kadima (29)                                    | Šaj Chermeš          |                                                                            |
| Kadima (29)                                    | Jicchak Ben Jisra'el |                                                                            |
| Kadima (29)                                    | Jochanan Plesner     |                                                                            |
| Kadima (29)                                    | Šlomo Mola           |                                                                            |
| Strana práce-Mejmad (19)                       | Amir Perec           |                                                                            |
| Strana práce-Mejmad (19)                       | Jicchak Herzog       | Ministr sociálních věcí                                                    |
| Strana práce-Mejmad (19)                       | Ofir Pines-Paz       | Předseda komise vnitřních záležitostí a životního prostředí                |
| Strana práce-Mejmad (19)                       | Avišaj Braverman     |                                                                            |
| Strana práce-Mejmad (19)                       | Juli Tamir           | Ministryně školství                                                        |
| Strana práce-Mejmad (19)                       | Ami Ajalon           | Ministr bez portfeje                                                       |
| Strana práce-Mejmad (19)                       | Ejtan Kabel          |                                                                            |
| Strana práce-Mejmad (19)                       | Benjamin Ben Eliezer | Ministr národní infrastruktury                                             |
| Strana práce-Mejmad (19)                       | Šeli Jachimovič      | Předsedkyně komise pro dětská práva                                        |
| Strana práce-Mejmad (19)                       | Micha'el Melchi'or   | Předseda komise pro vzdělání, kulturu a sport                              |
| Strana práce-Mejmad (19)                       | Matan Vilnaj         | Náměstek ministra obrany                                                   |
| Strana práce-Mejmad (19)                       | Colette Avital       | zastupující předsedkyně Knesetu                                            |
| Strana práce-Mejmad (19)                       | Efrajim Sne          |                                                                            |
| Strana práce-Mejmad (19)                       | Dani Jatom           |                                                                            |
| Strana práce-Mejmad (19)                       | Nadia Chilu          |                                                                            |
| Strana práce-Mejmad (19)                       | Šalom Simchon        | Ministr zemědělství                                                        |
| Strana práce-Mejmad (19)                       | Orit Noked           |                                                                            |
| Strana práce-Mejmad (19)                       | Joram Marci'ano      |                                                                            |
| Strana práce-Mejmad (19)                       | Ghálib Madžádala     | Ministr pro vědu, kulturu a sport                                          |
| Šas (12)                                       | Eli Jišaj            | Vicepremiér Ministr průmyslu a obchodu                                     |
| Šas (12)                                       | Jicchak Kohen        | Ministr bez portfeje                                                       |
| Šas (12)                                       | Amnon Kohen          | zastupující předseda Knesetu                                               |
| Šas (12)                                       | Mešulam Nahari       | Ministr bez portfeje                                                       |
| Šas (12)                                       | Ari'el Ati'as        | Ministr komunikací                                                         |
| Šas (12)                                       | Šlomo Benizri        |                                                                            |
| Šas (12)                                       | David Azulaj         |                                                                            |
| Šas (12)                                       | Jicchak Vaknin       |                                                                            |
| Šas (12)                                       | Nisim Ze'ev          |                                                                            |
| Šas (12)                                       | Ja'akov Margi        |                                                                            |
| Šas (12)                                       | Emil Amsalem         |                                                                            |
| Šas (12)                                       | Avraham Michaeli     |                                                                            |
| Likud (12)                                     | Benjamin Netanjahu   | Předseda opozice                                                           |
| Likud (12)                                     | Silvan Šalom         |                                                                            |
| Likud (12)                                     | Moše Kachlon         |                                                                            |
| Likud (12)                                     | Gilad Erdan          | Předseda ekonomické komise                                                 |
| Likud (12)                                     | Gideon Sa'ar         |                                                                            |
| Likud (12)                                     | Michael Ejtan        |                                                                            |
| Likud (12)                                     | Re'uven Rivlin       |                                                                            |
| Likud (12)                                     | Juval Steinitz       |                                                                            |
| Likud (12)                                     | Limor Livnat         |                                                                            |
| Likud (12)                                     | Jisra'el Kac         |                                                                            |
| Likud (12)                                     | Chajim Kac           |                                                                            |
| Likud (12)                                     | Juli-Joel Edelstein  | zastupující předseda Knesetu                                               |
| Jisra'el bejtenu (11)                          | Avigdor Lieberman    |                                                                            |
| Jisra'el bejtenu (11)                          | Jisra'el Chason      |                                                                            |
| Jisra'el bejtenu (11)                          | Josef Šagal          |                                                                            |
| Jisra'el bejtenu (11)                          | Esterina Tartman     |                                                                            |
| Jisra'el bejtenu (11)                          | Stas Misežnikov      | Předseda komise financí                                                    |
| Jisra'el bejtenu (11)                          | Sofa Landver         | Předsedkyně komise pro veřejné petice                                      |
| Jisra'el bejtenu (11)                          | Jicchak Aharonovič   |                                                                            |
| Jisra'el bejtenu (11)                          | Robert Ilatov        |                                                                            |
| Jisra'el bejtenu (11)                          | Alex Miller          |                                                                            |
| Jisra'el bejtenu (11)                          | Lia Šemtov           |                                                                            |
| Jisra'el bejtenu (11)                          | David Rotem          | zastupující předseda Knesetu                                               |
| Národní jednota- Národní náboženská strana (9) | Binjamin Elon        |                                                                            |
| Národní jednota- Národní náboženská strana (9) | Zevulun Orlev        | Předseda komise pro vědu a technologie Předseda komise státního kontrolora |
| Národní jednota- Národní náboženská strana (9) | Cvi Hendel           |                                                                            |
| Národní jednota- Národní náboženská strana (9) | Efrajim Ejtam        |                                                                            |
| Národní jednota- Národní náboženská strana (9) | Nisan Slomi'anski    |                                                                            |
| Národní jednota- Národní náboženská strana (9) | Jicchak Levy         |                                                                            |
| Národní jednota- Národní náboženská strana (9) | Elijahu Gab'aj       |                                                                            |
| Národní jednota- Národní náboženská strana (9) | Arje Eldad           |                                                                            |
| Národní jednota- Národní náboženská strana (9) | Uri Ari'el           |                                                                            |
| Gil (7)                                        | Rafi Ejtan           | Ministr pro záležitosti důchodců                                           |
| Gil (7)                                        | Ja'akov Ben Jezri    | Ministr zdravotnictví                                                      |
| Gil (7)                                        | Moše Šaroni          | Předseda komise pro zdravotnictví, práci a sociální věci                   |
| Gil (7)                                        | Jicchak Ziv          | zastupující předseda Knesetu                                               |
| Gil (7)                                        | Jicchak Galanti      |                                                                            |
| Gil (7)                                        | Elchanan Glazer      |                                                                            |
| Gil (7)                                        | Sara Marom Šalev     |                                                                            |
| Sjednocený judaismus Tóry (6)                  | Ja'akov Litzman      |                                                                            |
| Sjednocený judaismus Tóry (6)                  | Avraham Ravic        |                                                                            |
| Sjednocený judaismus Tóry (6)                  | Me'ir Poruš          |                                                                            |
| Sjednocený judaismus Tóry (6)                  | Moše Gafni           |                                                                            |
| Sjednocený judaismus Tóry (6)                  | Šmu'el Halpert       |                                                                            |
| Sjednocený judaismus Tóry (6)                  | Ja'akov Kohen        |                                                                            |
| Merec-Jachad (5)                               | Josi Bejlin          |                                                                            |
| Merec-Jachad (5)                               | Chajim Oron          | Předseda etické komise                                                     |
| Merec-Jachad (5)                               | Ran Kohen            |                                                                            |
| Merec-Jachad (5)                               | Zahava Gal-On        |                                                                            |
| Merec-Jachad (5)                               | Avšalom Vilan        |                                                                            |
| Jednotná arabská kandidátka (4)                | Ibrahím Sarsúr       |                                                                            |
| Jednotná arabská kandidátka (4)                | Ahmad at-Tíbí        | zastupující předseda Knesetu                                               |
| Jednotná arabská kandidátka (4)                | Talab as-Sána        |                                                                            |
| Jednotná arabská kandidátka (4)                | Ab'as Zakur          |                                                                            |
| Chadaš (3)                                     | Muhammad Baraka      |                                                                            |
| Chadaš (3)                                     | Hana Sweid           |                                                                            |
| Chadaš (3)                                     | Dov Chenin           |                                                                            |
| Balad (3)                                      | Džamal Zahalka       |                                                                            |
| Balad (3)                                      | Wásil Táhá           |                                                                            |
| Balad (3)                                      | Sajid Nafa           |                                                                            |

### Bývalí členové 17. Knesetu
| Jméno            | Strana                    | Nahrazen                 | Důvod |
| ---------------- | ------------------------- | ------------------------ | --- |
| Uri'el Reichman  | Kadima                    | Šaj Chermeš              | Rezignoval 20. dubna 2006 poté, co jemu přislíbený post Ministra školství byl Arielem Šaronem přidělen Straně práce.                                     |
| Natan Šaransky   | Likud                     | Chajim Kac               | Šaransky odešel z politiky a opustil Kneset 20. listopadu 2006.                                                                                          |
| Juri Štern       | Jisra'el bejtenu          | David Rotem              | Štern zemřel na rakovinu 16. ledna 2007. |
| Dan Nave         | Likud                     | Juli-Jo'el Edelstein     | Naveh rezignoval a odešel do podnikatelské sféry 27. února 2007.                                                                                         |
| Azmí Bišára      | Balad                     | Said Nafa                | Bišára rezignoval 22. dubna 2007 v souvislosti s policejním vyšetřování jeho aktivit během Druhé libanonské války.                                       |
| Šimon Peres      | Kadima                    | Jicchak Ben Jisra'el     | Peres rezignoval po výhře v prezidentských volbách 13. června 2007.                                                                                      |
| Šlomo Breznic    | Kadima                    | Jochanan Plesner         | Breznic odešel z politiky a opustil Kneset 8. října 2007.                                                                                                |
| Avigdor Jicchaki | Kadima                    | Šlomo Mola               | Jicchaki rezignoval 7. února 2008 vzhledem k „závažným pochybám nad schopností Ehuda Olmerta vést vládu po zveřejnění závěrů zprávy Winogradovy komise“. |
| Šlomo Benizri    | Šas                       | Mazor Bahajna            | Benizri musel rezignovat v dubnu 2008 poté, co byl odsouzen za braní úplatků.                                                                            |
| Efrajim Sne      | Izraelská strana práce    | Šakíb Šanán              | Sne odešel z Knesetu v květnu 2008 v souvislosti se svých odchodem ze Strany práce.                                                                      |
| Dani Jatom       | Izraelská strana práce    | Le'on Litinecki          | Jatom rezignoval z Knesetu v červnu 2008 kvůli své nedůvěře ve vládu.                                                                                    |
| Ja'akov Kohen    | Sjednocený judaismus Tóry | Uri Maklev               | Kohen odešel z Knesetu v červenci 2008 v souvislosti s předem dohodnutou rotací mandátů v rámci kandidátní listiny Sjednocený judaismus Tóry.            |
| Josi Bejlin      | Merec-Jachad              | Cvija Greenfeld          | Bejlin rezignoval z Knesetu v listopadu 2008 a odešel z politiky.                                                                                        |
| Avraham Ravic    | Sjednocený judaismus Tóry | Jehošua Menachem Pollack | Ravic zemřel v lednu 2009. |